# برايان رايس
برايان رايس (بالإنجليزية: Brian Rice)‏ (11 أكتوبر 1963 في المملكة المتحدة - ) هو لاعب كرة قدم بريطاني في مركز الوسط. شارك مع منتخب اسكتلندا تحت 21 سنة لكرة القدم. أما مع النوادي، فقد لعب مع دونفرملين أثلتيك وستوك سيتي وغريمسبي تاون ونادي فالكيرك ونادي هيبرنيان ونوتينغهام فورست ووست بروميتش ألبيون ونادي كلايد ونادي غرينوك مورتون.

## وصلات خارجية
- برايان رايس على موقع قاعدة بيانات كرة القدم.إي يو (الإنجليزية)
- برايان رايس على موقع Soccerbase.com (لاعب) (الإنجليزية)
- برايان رايس على موقع Soccerbase.com (مدرب) (الإنجليزية)